# Kot brytyjski krótkowłosy
Kot brytyjski krótkowłosy – rasa kota, której początki  wywodzą od kotów sprowadzonych na Wyspy Brytyjskie przez legiony rzymskie, wykorzystujące je do walki ze szczurami. Legendy tej nie udało się jednak udowodnić. Faktem jest, że rasa wywodzi się od kotów domowych zamieszkujących Wielką Brytanię (nie jest to jednak domowy kot "brytyjski"). Na skutek II wojny światowej istnienie tej rasy zostało zagrożone. W latach 50. XX wieku hodowcy, przy pomocy krzyżowania z persem niebieskim, wzmocnili populację i poprawili cechy rasy.

## Wygląd
Największa rasa krótkowłosych kotów. Cechuje je szeroka klatka piersiowa, muskularne, zwarte ciało oraz krępe nogi - stąd też budowa przedstawicieli tej rasy określana jest jako krzepka. Sierść krótka i gęsta. Wzorzec rasy dopuszcza różne umaszczenia. Waży od czterech do dziewięciu kilogramów i jest zarazem największym kotem krótkowłosym. Nogi krótkie lub średniej długości, o okrągłych łapach. Na krótkiej szyi duża głowa z wyraźnymi policzkami i zaznaczoną brodą. Końcówka brody wyrównana z zakończeniem nosa. Nos krótki, prosty i szeroki. Uszy szeroko rozstawione i zaokrąglone na końcach. Oczy duże, zaokrąglone i głęboko osadzone. Występują w kolorach: pomarańczowym, niebieskim, złocistym, zielonym lub turkusowym. Średniej długości ogon kota brytyjskiego jest gruby u podstawy i zwęża się ku zaokrąglonemu czubkowi.

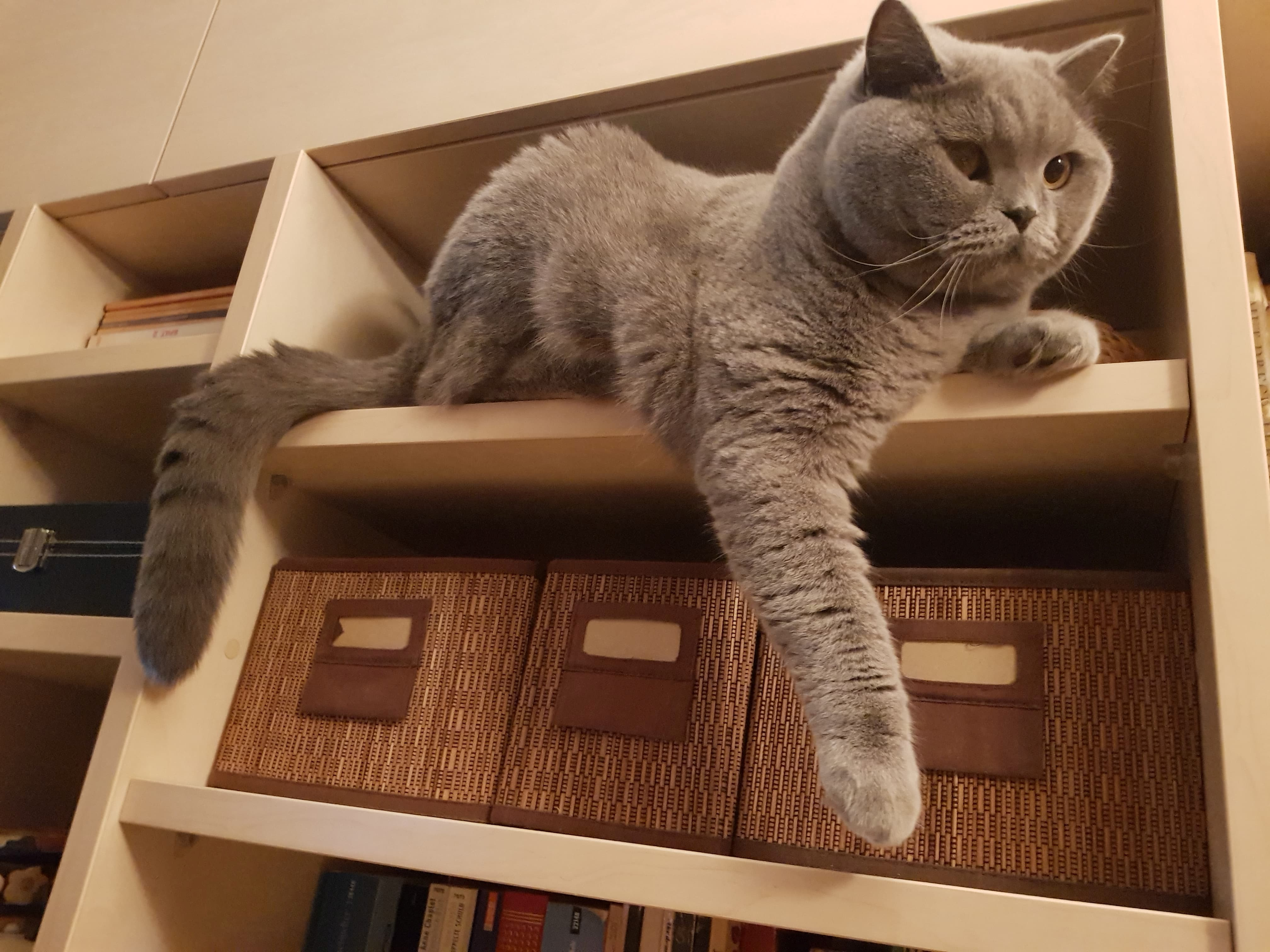
Kot brytyjski krótkowłosy niebieski
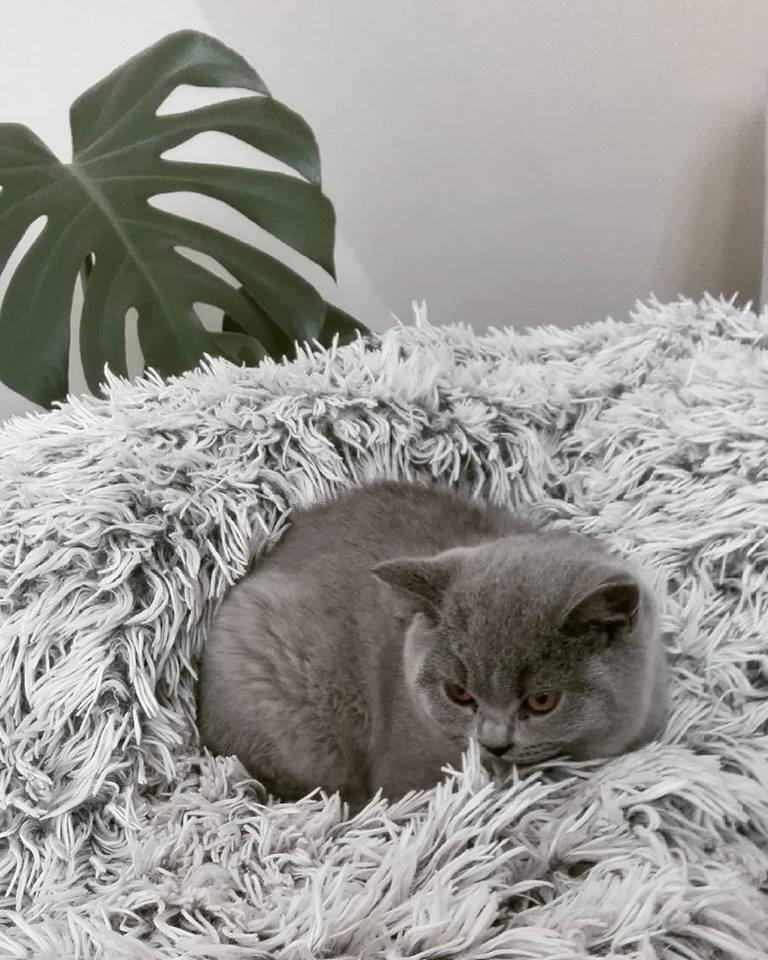
Kotka brytyjska
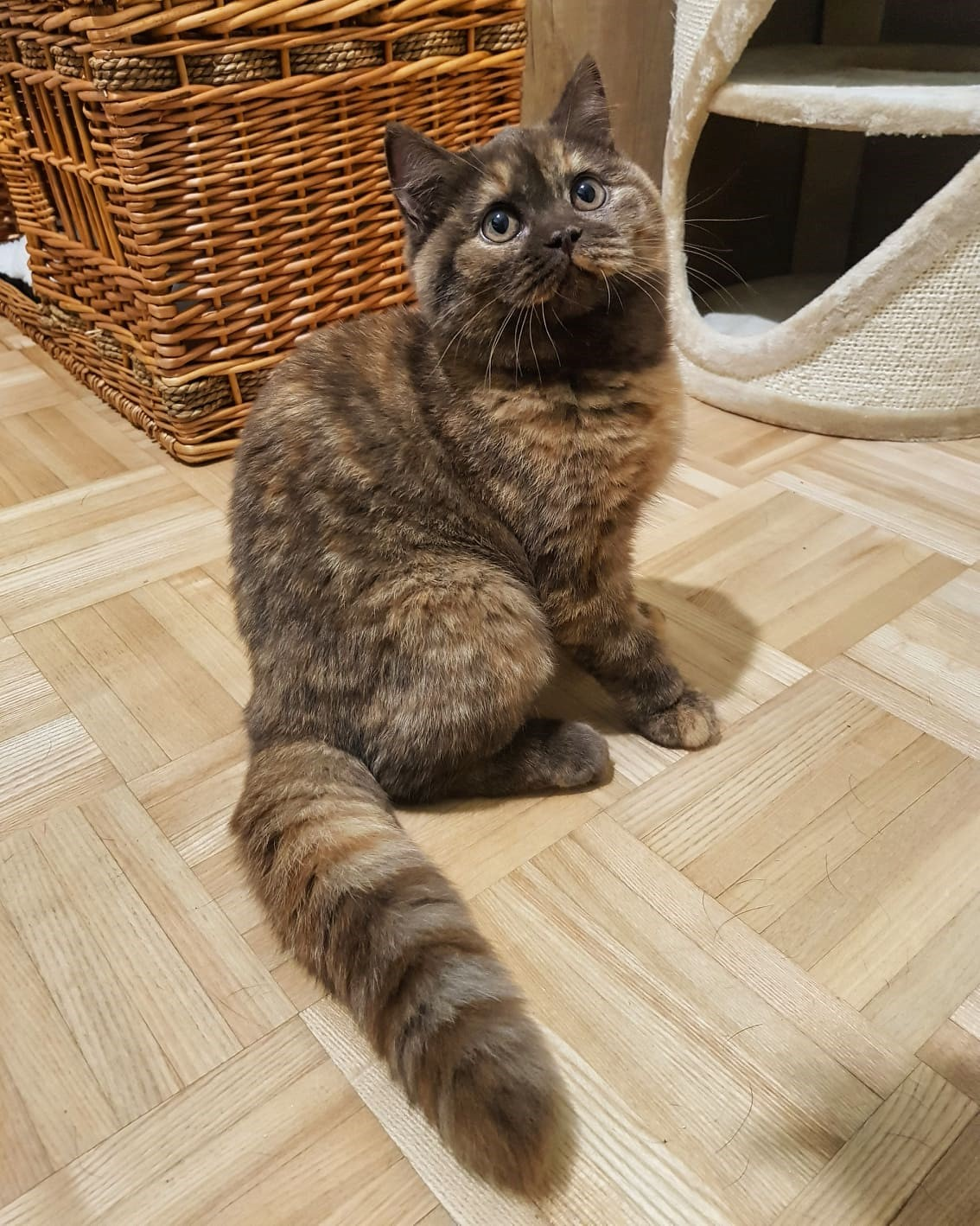
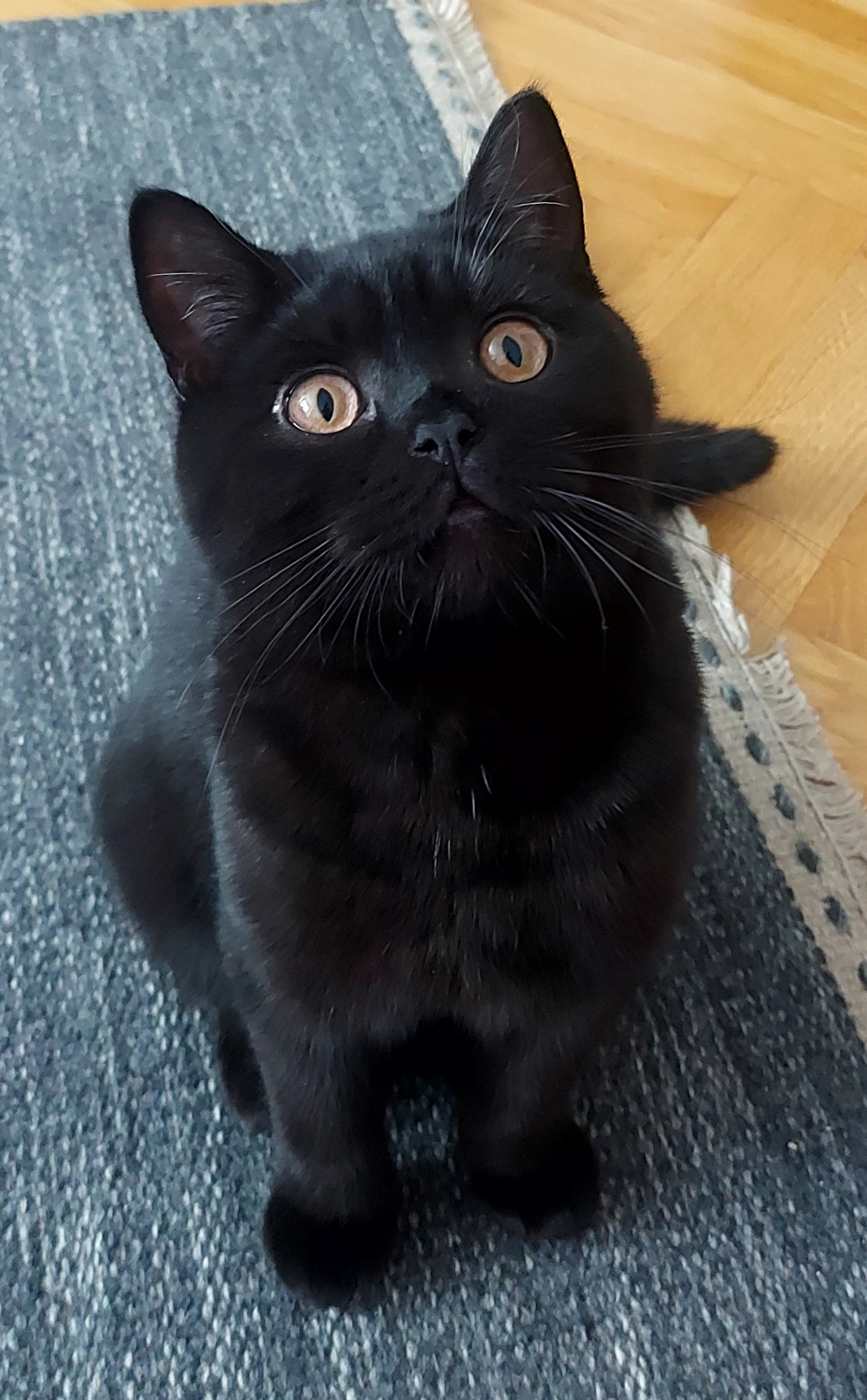
Czarny kot brytyjski krótkowłosy, pięć miesięcy

## Kot brytyjski w kulturze
- Lewis Carroll autor Alicji w krainie czarów, jako model dla wizerunku Kota z Cheshire wybrał kota brytyjskiego krótkowłosego, ze względu na "uśmiechniętą" mordkę kotów tej rasy[1].